# Luz Saucedo
Luz del Rosario Saucedo Soto (* 14. Dezember 1983 in Canatlán) ist eine mexikanische Fußballspielerin.

## Karriere

### Vereine
Im Januar 2013 wurde Saucedo bei der sogenannten NWSL-Player Allocation der Franchise des Portland Thorns FC zugewiesen, jedoch noch vor Saisonbeginn aufgrund von mangelnder Fitness vom mexikanischen Fußballverband zurückgezogen.

### Nationalmannschaft
Saucedo nahm mit der mexikanischen U-19-Nationalmannschaft an der U-19-Weltmeisterschaft 2002 teil und kam dort zu einem Einsatz in der Gruppenphase. Im Folgejahr debütierte sie in der mexikanischen A-Nationalmannschaft und nahm mit dieser unter anderem an den Olympischen Spielen 2004, der Weltmeisterschaft 2011 und dem Algarve-Cup 2013 teil. Am 22. Januar 2012 absolvierte sie bei einem 7:0-Sieg über die Dominikanische Republik ihr 100. Länderspiel.